# Jean de Bonsi
Jean de Bonsi ou Jean de Bonzy (né en 1554 à Florence, en Toscane, et mort le 4 juillet 1621 à Rome), est un cardinal italien de l'Église catholique du  XVIIe siècle, nommé par le pape Paul V. Il est le grand-oncle du cardinal Pierre de Bonzi (1672).

## Biographie
Jean de Bonsi est nommé évêque de Béziers en 1598. Il est grand aumônier de la reine française Marie de Médicis et est délégué de la province de Narbonne à l'assemblée du clergé.
Le pape Paul V le crée cardinal  lors du consistoire du 7 août 1611. Le cardinal de Bonsi est abbé de Saint-Guilhem-du-Désert et député de Toulouse aux États généraux et abbé d'Aniane. Il participe au conclave de 1621, lors duquel Grégoire XV est élu pape.
Ci-contre : son portrait par Domenico Zampieri, dit le Dominiquin.